# Dorian Coninx
Dorian Coninx (n. 28 ianuarie 1994, Échirolles, Rhône-Alpes, Franța) este un triatlonist ce a reprezentat Franța, medaliat olimpic. A participat la 2 ediții ale Jocurilor Olimpice (2016, 2020) în care a câștigat o medalie de bronz.